# Yamaguchi (prefectuur)
De prefectuur Yamaguchi (Japans: 山口県, Yamaguchi-ken) is een Japanse prefectuur in de regio Chūgoku in Honshu. Yamaguchi heeft een oppervlakte van 6112,73 km² en had op 1 april 2008 een bevolking van ongeveer 1.465.226 inwoners. De hoofdstad is Yamaguchi.
De belangrijkste stad is niet de hoofdstad, maar de industrië- en havenstad Shimonoseki. In deze stad zijn de hoofdverbindingen met het eiland Kyushu gelegen, een veer, een tunnel en een brug.

## Geschiedenis
Het gebied rond Hiroshima was vroeger ingedeeld in 2 provincies, Nagato (ook bekend als Choshu) en Suo. Yamaguchi viel onder de Mori-clan tijdens de Sengoku-periode.
Nadat Japan door Commodore Matthew Perry op 8 juli 1853 werd gedwongen zich open te stellen voor het Westen, speelden clans van Nagato een sleutelrol in het ten val brengen van het Tokugawa-shogunaat en het oprichten van het nieuwe keizerlijke rijk.

## Geografie
De prefectuur grenst in het zuidwesten aan de regio Kyushu waarvan Honshu is gescheiden door de Straat van Shimonoseki, in het westen en noordwesten aan de Japanse Zee, in het noorden aan Shimane, in het noordoosten aan Hiroshima en in het zuidoosten aan de regio Shikoku die aan de andere kant van de Straat van Sado is gelegen.
De administratieve onderverdeling is als volgt:

### Zelfstandige steden (市) shi
Er zijn 13 steden in de prefectuur Yamaguchi.
- Hagi
- Hikari
- Hofu
- Iwakuni
- Kudamatsu
- Mine
- Nagato
- Sanyo-Onoda
- Shimonoseki
- Shunan
- Ube
- Yamaguchi (hoofdstad)
- Yanai

### Gemeenten (郡 gun)
De gemeenten van Yamaguchi, ingedeeld naar district:
| District | Gemeenten                   |
| -------- | --------------------------- |
| Abu      | Abu                         |
| Kuga     | Waki                        |
| Kumage   | Hirao - Kaminoseki - Tabuse |
| Oshima   | Suo-Oshima                  |

### Fusies
(situatie op 16 januari 2010)
Zie ook: Gemeentelijke herindeling in Japan
- Op 13 februari 2005 werden de gemeenten Hohoku, Kikugawa, Toyoura en Toyota van het District Toyoura aangehecht bij de stad Shimonoseki. Het District Toyoura verdween door deze fusie.
- Op 6 maart 2005 werden de gemeenten Asahi, Fukue, Kawakami, Mutsumi, Susa en Tamagawa (allen van het District Abu) aangehecht bij de stad Hagi.
- Op 22 maart 2005 werden de gemeenten Heki, Misumi en Yuya van het District Otsu aangehecht bij de stad Nagato. (Het District Otsu verdween door deze fusie).
- Op 1 oktober 2005 werden de gemeenten Tokuji van het Saba district en de gemeenten Aio, Ajisu en Ogori (allen van het District Yoshiki) aangehecht bij de stad Yamaguchi Door deze fusie verdwenen het District Saba en het District Yoshiki.
- Op 20 maart 2006 werden de gemeenten Kuga (玖珂町), Mikawa (美川町), Miwa (美和町), Nishiki (錦町), Shuto (周東町), Yuu (由宇町) en het dorp Hongo (本郷村) toegevoegd aan Iwakuni.
- Op 21 maart 2008 werd het District Mine aangehecht bij de stad Mine. Het District Mine verdween door deze fusie.[1]
- Op 16 januari 2010 werd de gemeente Ato (district Abu) aangehecht bij de stad Yamaguchi.[2]